# Afrotyphlops schlegelii
Espèce
Synonymes
- Typhlops schlegelii Bianconi, 1847
- Rhinotyphlops schlegelii (Bianconi, 1847)
- Megatyphlops schlegelii (Bianconi, 1847)
- Onychocephalus petersii Bocage, 1873
- Rhinotyphlops schlegelii petersii (Bocage, 1873)
- Megatyphlops schlegelii petersii (Bocage, 1873)
- Typhlops humbo Bocage, 1886
- Typhlops hottentotus Bocage, 1893

Afrotyphlops schlegelii est une espèce de serpents de la famille des Typhlopidae. 

## Répartition
Cette espèce se rencontre en Afrique du Sud, au Swaziland, dans le nord de la Namibie, au Botswana, au Zimbabwe, dans le Sud du Mozambique, au Malawi, en Zambie, en Angola, en République démocratique du Congo, en Tanzanie, dans le Nord de l'Ouganda, au Kenya, en Somalie, en Éthiopie et au Soudan du Sud.

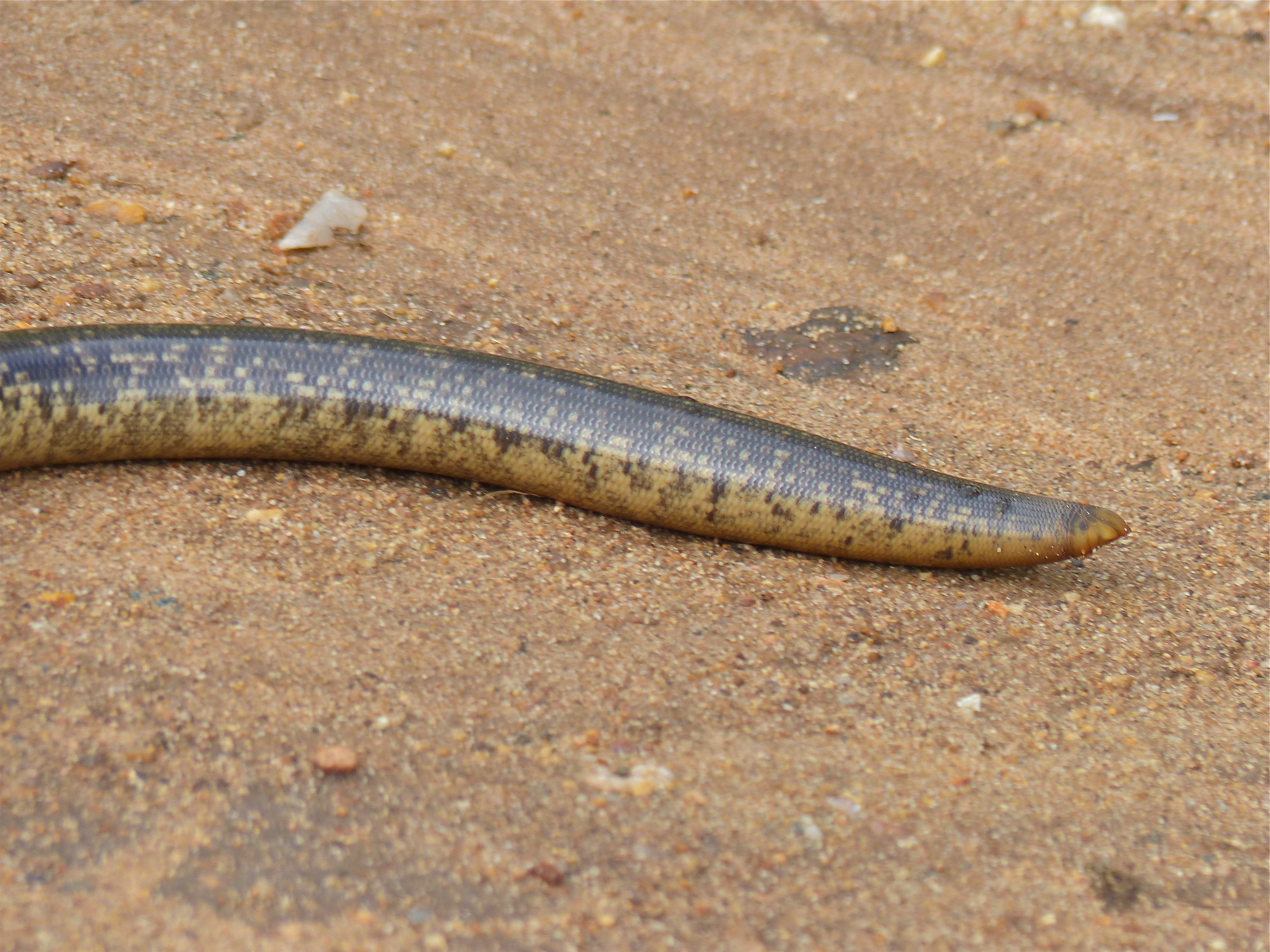

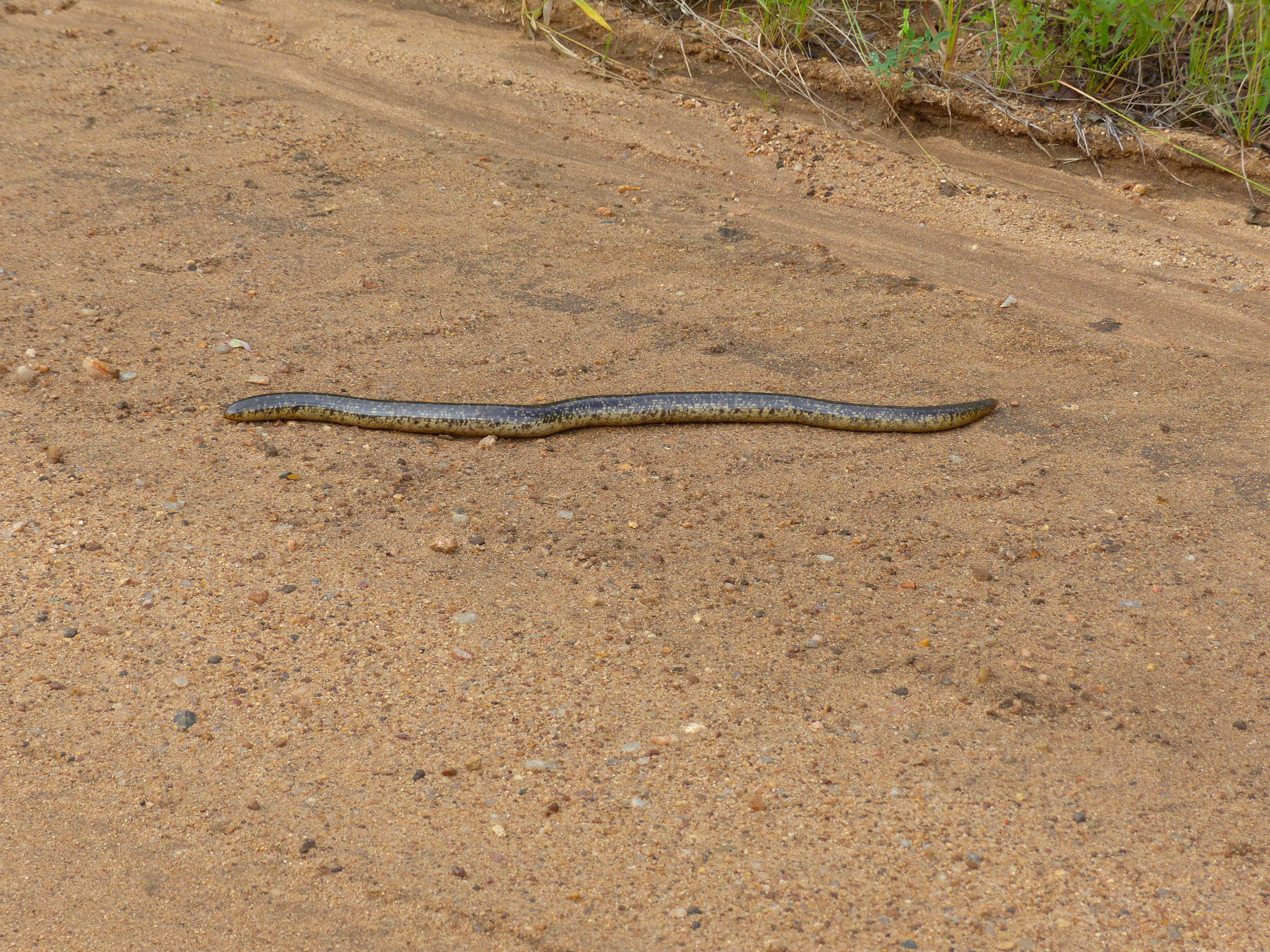

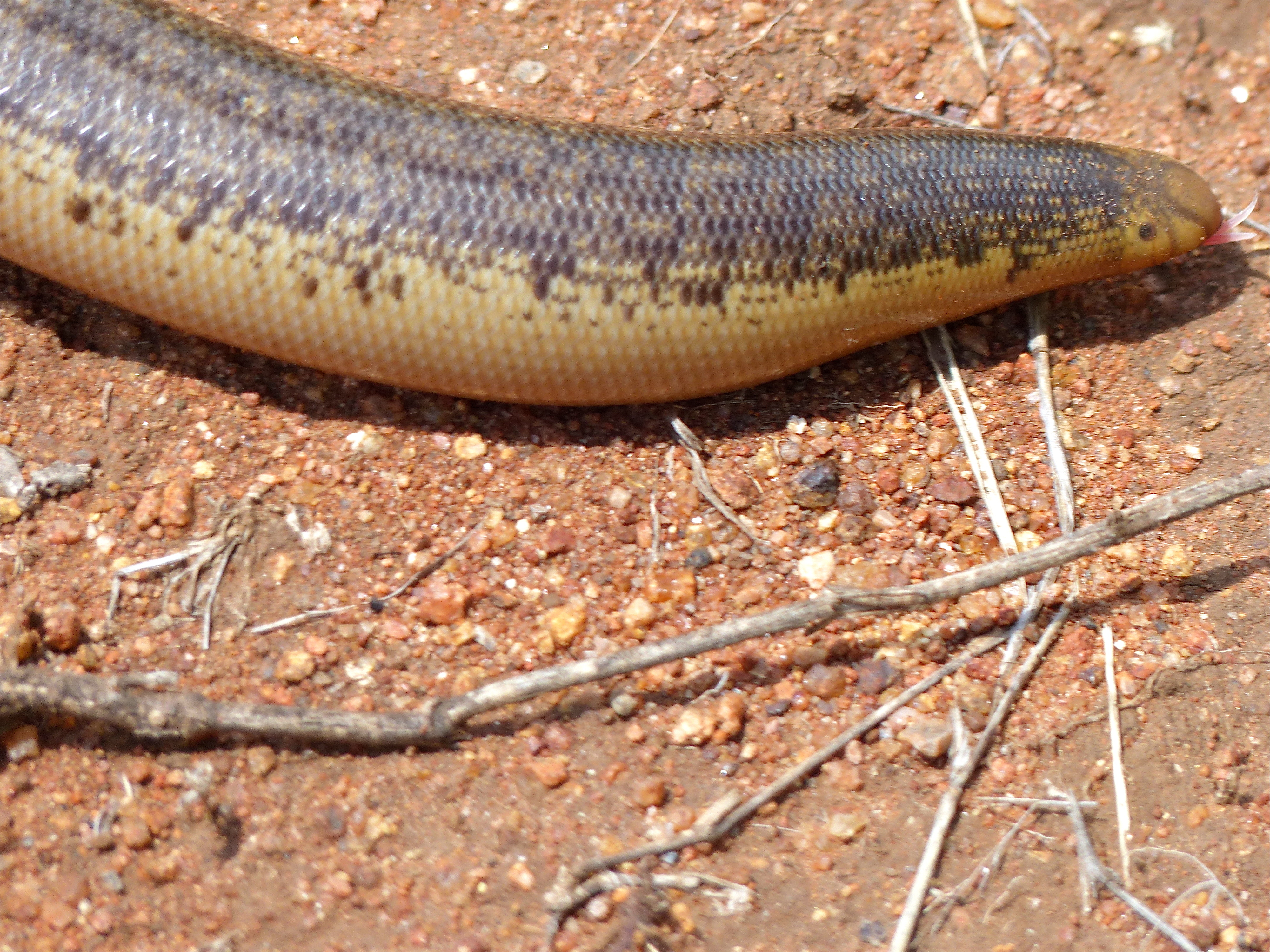

## Liste des sous-espèces
Selon The Reptile Database (20 avril 2014) :
- Afrotyphlops schlegelii schlegelii (Bianconi, 1847)
- Afrotyphlops schlegelii petersii (Bocage, 1873)

## Étymologie
Cette espèce est nommée en l'honneur de Hermann Schlegel. La sous-espèce Afrotyphlops schlegelii petersii est nommée en l'honneur de Wilhelm Peters.

## Publications originales
- Bianconi, 1847 : Specimina Zoologica Mosambicana - Fasciculus I, p. 1-186 (texte intégral).
- Bocage, 1873 : Reptiles nouveaux de l'intérieur de Mossamedes. Jornal de Sciências, Mathemáticas, Physicas e Naturaes, vol. 4, p. 247-253 (texte intégral).